# Amblyoproctus rugosus
Amblyoproctus rugosus är en skalbaggsart som beskrevs av Wilhelm Ferdinand Erichson 1847. Amblyoproctus rugosus ingår i släktet Amblyoproctus och familjen Dynastidae. Inga underarter finns listade i Catalogue of Life.